# Jeglówek (gromada)
Jeglówek (do 30 XII 1959 Stoki) – dawna gromada, czyli najmniejsza jednostka podziału terytorialnego Polskiej Rzeczypospolitej Ludowej w latach 1954–1972.
Gromady, z gromadzkimi radami narodowymi (GRN) jako organami władzy najniższego stopnia na wsi, funkcjonowały od reformy reorganizującej administrację wiejską przeprowadzonej jesienią 1954 do momentu ich zniesienia z dniem 1 stycznia 1973, tym samym wypierając organizację gminną w latach 1954–1972.
Gromadę Jeglówek z siedzibą GRN w Jeglówku (obecie część wsi Koniecbór) utworzono 31 grudnia 1959 w powiecie suwalskim w woj. białostockim, w związku z przeniesieniem siedziby GRN gromady Stoki ze Stoków do Jeglówka i przemianowaniem gromady na gromada Jeglówek. Równocześnie do gromady Jeglówek przyłączono obszar zniesionej gromady Żubrynek.
Gromada przetrwała do końca 1972 roku, czyli do kolejnej reformy gminnej.